# هوش آب‌بازسانان
هوش آب‌بازسانان (به انگلیسی: Cetacean intelligence)، توانایی شناختی فروراسته آب‌بازسانان از پستانداران است. این راسته شامل نهنگها، گرازهای دریایی و دلفین‌ها می‌شود.

## توانایی حل مسئله
برخی پژوهشگران نشان می‌دهند که دلفین‌ها، در میان جانوران دیگر، مفاهیمی مانند تداوم عددی را درک می‌کنند، اگرچه لزوماً شمارش نمی‌کنند. دلفین‌ها ممکن است بتوانند بین اعداد تمایز قائل شوند.

## خودآگاهی
باور بر این است که خودآگاهی، اگرچه از نظر علمی به خوبی تعریف نشده‌است، پیش‌درآمد فرآیندهای پیشرفته‌تری مانند استدلال فراشناختی (تفکر دربارهٔ تفکر) است که نمونه‌ای از انسان‌ها است. پژوهش علمی در این زمینه حاکی از آن است که دلفین‌های بینی‌بطری در کنار فیل‌ها و میمون‌های بزرگ دارای خودآگاهی هستند.